# Lucile Randon
Lucile Randon FdC (Alès, 11 de fevereiro de 1904 – Toulon, 17 de janeiro de 2023), também conhecida pelo seu nome religioso Irmã André, foi uma supercentenária francesa, foi a freira mais velha conhecida e a pessoa mais velha do mundo desde a morte de Kane Tanaka até sua morte em 17 de janeiro de 2023.

## Biografia
Cresceu em uma família não religiosa, mas se converteu ao catolicismo, aos 19 anos. Ainda jovem, trabalhou como governanta. Começou a trabalhar em um hospital aos 25 anos, cuidando de idosos e crianças órfãs. Ela se juntou à ordem de caridade católica "Filhas da Caridade", em 1944, e tomou o nome de Irmã André em homenagem ao seu irmão falecido. Em 2009, ela se mudou para uma casa de repouso em Toulon, França.
Quando ela completou 115 anos, o Papa Francisco lhe enviou uma carta pessoal e um rosário abençoado.
Em 16 de janeiro de 2021, testou positivo para COVID-19 em um surto em sua casa de repouso em Toulon, que viu 81 dos 88 moradores infectados com a doença. Não apresentou nenhum sintoma e, em 8 de fevereiro, poucos dias antes de seu aniversário de 117 anos, foi relatado que ela tinha conseguido recuperar, tornando-a na pessoa mais velha confirmada a ter sido infectada e a sobreviver ao vírus.
Randon morreu em 17 de janeiro de 2023, aos 118 anos de idade, em Toulon.